# Адріано Спадото
Адріано Луїш Спадото або просто Адріано Спадото (порт.-браз. Adriano Luís Spadoto, нар. 19 липня 1978, Пірасікаба, штат Сан-Паулу, Бразилія) — бразильський футболіст, захисник.

## Життєпис
Розпочав кар'єру в бразильському клубі «Санта-Крус» (Ресіфі). Пізніше грав за «Фігейренсе» і «Гуарані» (Кампінас). Влітку 2005 року перейшов у швейцарський «Тун». 7 грудня 2005 зіграв свій перший матч у Лізі чемпіонів проти празької «Спарти» (0:0). У січні 2006 року був проданий луганській «Зорі». У чемпіонаті України зіграв всього один матч 12 листопада 2006 року проти дніпропетровського «Дніпра» (3:0). У січні 2007 року повернувся на батьківщину, до клубу «Атлетіко» (Паранаваї). У сезоні 2007/08 років виступав за «Форталезу». Останнім клубом Адріано Спадато був «Мірасол».